# Prionotalis peracutella
Prionotalis peracutella là một loài bướm đêm trong họ Crambidae.